# Ra'Jah O'Hara
Benni Miller (nacido como Bennie Roy Miller; 31 de diciembre de 1984), más conocido por su nombre artístico Ra'Jah O'Hara, es una drag queen estadounidense más conocida por competir en la undécima temporada de RuPaul's Drag Race, en la sexta temporada de RuPaul's Drag Race: All Stars. En 2022, fue coronada ganadora de la serie spin-off internacional All Stars Canada's Drag Race vs the World.

## Carrera
Rajah O'Hara fue anunciada como una de las quince concursantes que competirían en la undécima temporada de RuPaul's Drag Race el 24 de enero de 2019. En el tercer episodio, participó en el primer lip sync a seis bandas del programa juntó con Honey Davenport, A'keria Davenport, Plastique Tiara, Scarlet Envy y Shuga Cain, a la que sobrevivió. Más tarde volvió a hacer lipsync contra Scarlet Envy, enviándola a casa con la canción "Last Dance" de Donna Summer. En el siguiente episodio, volvió a hacer lip sync contra A'keria con la canción "Strut" de Sheena Easton, y fue enviada a casa. Ra'Jah O'Hara compitió en concursos antes de Drag Race. Originalmente se presentaba como Ra'jah O'Hara Narcisse. Sus madres drag son las titulares de concursos Sha'Niah Ellis Narcisse, Silkie O'Hara Munro y Kelexis Davenport.

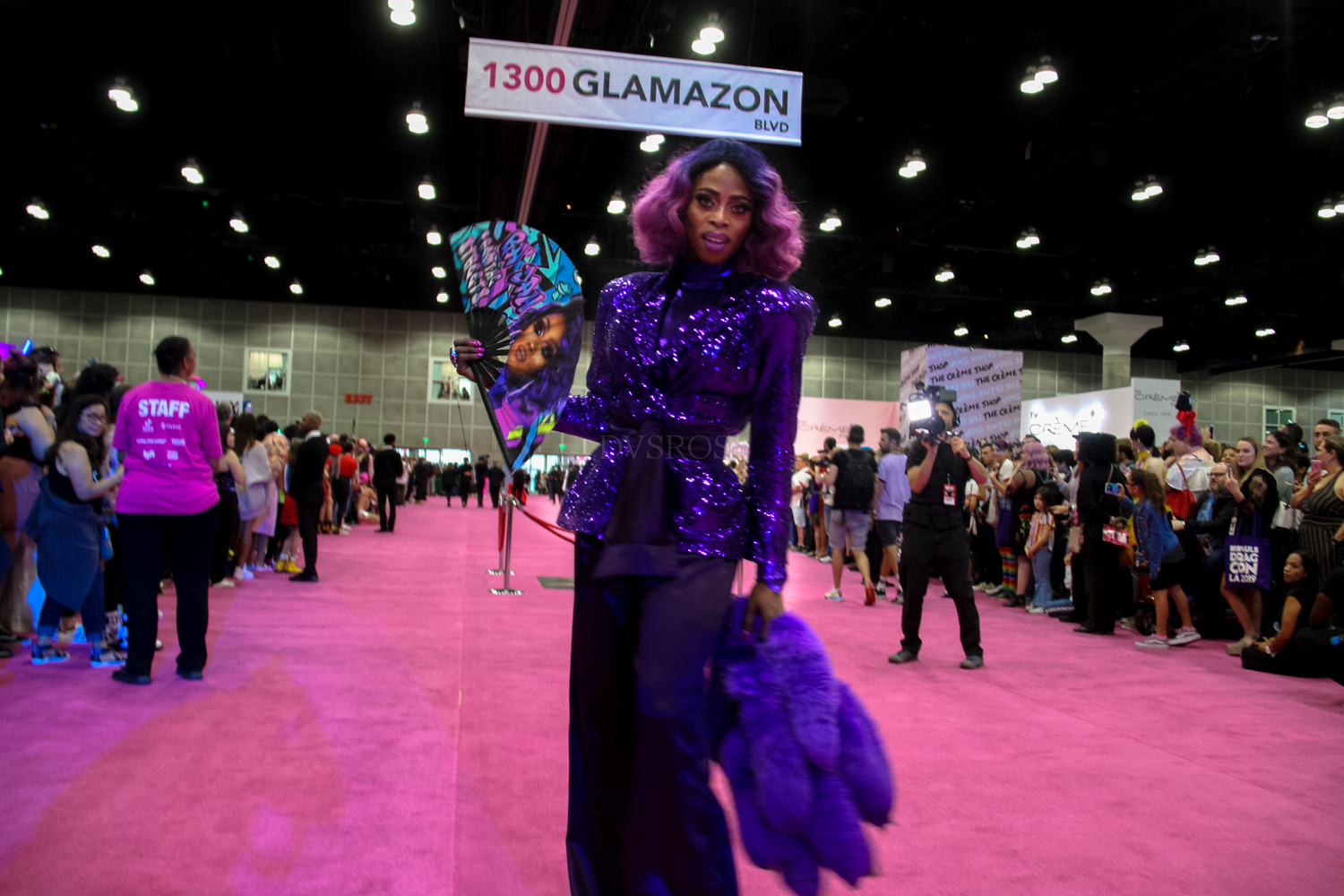
Ra'Jah O'Hara en la RuPaul's DragCon LA en 2019

En 2021, fue anunciada como una de las trece concursantes que compiten en la sexta temporada de RuPaul's Drag Race: All Stars. En el segundo episodio de la serie, fue declarada ganadora del reto principal. Se enfrentó en un lip sync con la canción "Miss You Much" de Janet Jackson contra la subcampeona de la undécima temporada y copresentadora de Canada's Drag Race, Brooke Lynn Hytes. Ambas fueron declaradas ganadoras. O'Hara envió a casa a su compañera Jiggly Caliente, además de ganar 20.000 dólares. También ganó el reto principal en el noveno episodio, pero perdió el lip sync con la canción "Boom Clap" contra Kameron Michaels. Terminando la temporada como subcampeona, con dos victorias y dos fracasos en el sexto y el undécimo episodio.
En octubre de 2022, Ra'Jah O'Hara fue anunciada para competir en la temporada internacional All Stars con sede en Canadá, Canada's Drag Race: Canada vs. the World. En el segundo episodio, el Snatch Game, se colocó en el Top 2 con la ganadora de la segunda temporada de Canada's Drag Race, Icesis Couture, en la que perdió el Lip sync de "Sk8er Boi" de Avril Lavigne contra ella. El 23 de diciembre de 2022, Ra'Jah O'Hara fue declarada ganadora de la temporada, derrotando a su compañera de la temporada 11 Silky Nutmeg Ganache en un Lip Sync for the Crown con "River Deep - Mountain High" de Celine Dion. Ganó 100.000 dólares y fue coronada como la primera "Queen of the Mother-Pucking World".

## Educación
Miller asistió a la Escuela Preparatoria para Artes Visuales y de Actuación Booker T. Washington.

## Vida personal
Miller vive en Dallas, Texas. Miller es miembro de la Drag Haus of Davenport, con las exalumnas de Drag Race Kennedy Davenport, Sahara Davenport, Monet X Change, Honey Davenport y A'keria C. Davenport.

## Filmografía

### Televisión
| Año  | Título                                     | Papel             | Notas                                         | Ref    |
| ---- | ------------------------------------------ | ----------------- | --------------------------------------------- | ------ |
| 2019 | RuPaul's Drag Race                         | Ella misma        | Concursante (noveno lugar)                    | [ 5 ]  |
| 2019 | RuPaul's Drag Race: Untucked               | Ella misma        | Concursante (noveno lugar)                    | [ 5 ]  |
| 2021 | Cruel Summer                               | Minna Plenty      | Cameo                                         | [ 13 ] |
| 2021 | RuPaul's Drag Race All Stars (temporada 6) | Ella misma        | Concursante (subcampeona)                     | [ 14 ] |
| 2021 | RuPaul's Drag Race All Stars: Untucked     | Ella misma        | Concursante (subcampeona)                     | [ 14 ] |
| 2022 | Canada's Drag Race: Canada vs. the World   | Concursante       | Temporada 1, 6 episodios (Ganadora)           | [ 4 ]  |
| 2023 | RuPaul's Drag Race All Stars               | Lip Sync Assassin | Temporada 8; Episodop: "The Supermarket Ball" | [ 15 ] |
| 2023 | RuPaul's Drag Race: All Stars: Untucked    | Ella misma        | Episodio: "Untucked - The Supermarket Ball"   | [ 15 ] |

### Teatro
| Año  | Título     | Papel | Teatro  | Ref(s) |
| ---- | ---------- | ----- | ------- | ------ |
| 2021 | Death Drop | TBA   | Various | [ 16 ] |

### Series web
| Año  | Título                 | Papel      | Notas                                             | Ref    |
| ---- | ---------------------- | ---------- | ------------------------------------------------- | ------ |
| 2019 | Queen to Queen         | Ella misma | Juntó con Honey Davenport y Mercedes Iman Diamond | [ 17 ] |
| 2019 | Whatcha Packin’        | Ella misma | Invitada                                          | [ 18 ] |
| 2019 | Countdown to the Crown | Ella misma | Temporada 11                                      | [ 19 ] |
| 2019 | Castmates for Cash     | Ella misma | Juntó con Silky Nutmeg Ganache                    | [ 20 ] |
| 2021 | BINGE                  | Ella misma | Podcast; invitada                                 | [ 21 ] |
| 2021 | Whatcha Packin’        | Ella misma | Invitada                                          | [ 22 ] |
| 2021 | Ruvealing the Look     | Ella misma | Invitada                                          | [ 23 ] |

### Vídeos musicales
| Año  | Título             | Artista            | Ref.   |
| ---- | ------------------ | ------------------ | ------ |
| 2021 | "Wig Remix"        | Serena ChaCha      | [ 24 ] |
| 2021 | "Do It Like Dolly" | Kylie Sonique Love | [ 25 ] |
| 2023 | "True Colors"      | Kylie Sonique Love | [ 26 ] |

## Discografía

### Como artista invitada
| Título | Año  | Álbum              |
| --- | ---- | ------------------ |
| "Show Up Queen" (con el elenco de RuPaul's Drag Race: All Stars, Temporada 6)                                | 2021 | Sencillo sin álbum |
| "This Is Our Country" (RuPaul and Tanya Tucker featuring The Cast of RuPaul's Drag Race All Stars, Season 6) | 2021 | Sencillo sin álbum |
| "Bonjour, Hi" (SRV Version) (The cast of Canada's Drag Race: Canada Vs the World)                            | 2022 | Sencillo sin álbum |

## Premios y nominaciones
| Año  | Premio           | Categoría                               | Trabajo    | Resultado | Ref.          |
| ---- | ---------------- | --------------------------------------- | ---------- | --------- | ------------- |
| 2022 | The WOWIE Awards | Best Instagram (The Curated Feed Award) | Ella misma | Nominada  | [ 30 ] [ 31 ] |

| Predecesora: - | Ganadora de Canada's Drag Race: Canada vs The World 2022 | Sucesora: Lemon |